# 200 казахских песен
«200 казахских песен» — музыкально-этнографический сборник, в котором собраны лирические, обрядовые и бытовые песни на сюжеты исторических сказаний, сказок, басен, распространённые среди казахского населения Казахстана и сопредельных с ним регионов (Узбекистан, Оренбургская и Астраханская области России). Кроме того включает произведения композиторов Бердикея, Кабылхана, Балуан Шолака, Салимана, Танжарбая и других. Сборник содержит не только нотные записи и тексты, графические иллюстрации, но и примечания к песням, и сведения о корреспондентах.
Тексты песен даны на языке оригинала и в переводах на русский язык.

## Издание
Издан в 1972 году в Алма-Ате Институтом литературы и искусства им. М. О. Ауэзова АН КазССР. Тексты собраны и положены на ноты Т. Бекхожиной. Помощь в сборе материала оказали жырау (исполнители песен из народа): Тажик-жырау, Ережеп-жырау, Сугур-жырау, также народный артист Казахской ССР Нугман Абишев (1906—1988).